# Буховские Выселки
Буховские Выселки — посёлок Зенкинского сельского поселения Чаплыгинского района Липецкой области.

## География
Расположен к востоку от административного центра — села Зенкино на правом берегу реки Раковая Ряса.
Через посёлок проходит проселочная дорога; имеется улица: Буховская.

## Население
| 2010 |
| ---- |
| 8    |

Население поселка в 2015 году составляло 7 человек.